# Solvikingarna
Solvikingarna är en idrottsförening i Göteborg med huvudsaklig inriktning på långdistanslöpning. Klubben har en klubbstuga i nära anslutning till Skatås motionscentral i Göteborg.

## Historik
Solvikingarna startades ursprungligen 1939 som en hälsoklubb, med vegetarisk mat som grund. En av grundarna var hälsoprofeten Are Waerland. Verksamheten stannade av under kriget bland annat på grund av brist på nyttiga importerade frukter, som man hade föreskrivet. 1962 återstartades klubben med både hälsa och långdistanslöpning som grund. Från början var ett krav för medlemskap att man skulle vara vegetarian, men det kravet är numera borttaget.

## Tävlingar
Solvikingarna arrangerar flera löpartävlingar i Göteborg, varav de största är Göteborg Marathon och Sylvesterloppet. 

## Medlemmar
Klubben hade 2013 strax över 450 medlemmar. Klubben räknar sig som en av Sveriges mest aktiva löparklubbar räknat i antalet starter. Runt 200 medlemmar fullföljer Göteborgsvarvet årligen. 2011 sprang fler än 100 Solvikingar Lidingöloppet och cirka 40 genomförde Stockholm Marathon.